# Жукова, Татьяна Яковлевна
Татья́на Я́ковлевна Жу́кова (9 (22) января 1914, с. Большой Мичкас, Пензенская губерния — 4 февраля 2006, Петропавловск, Северо-Казахстанская область, Республика Казахстан) — телятница совхоза «Заречный» Ленинского района Северо-Казахстанской области, Казахская ССР. Герой Социалистического Труда (1966).

## Биография
Родилась 22 января 1914 года в крестьянской семье в селе Большой Мичкас (ныне — Нижнеломовский район Пензенской области).
С 1957 года — телятница совхоза «Заречный» Ленинского района.
С 1953 по 1956 года вырастила 1026 телят. В 1965 году ей было присвоено почётное звание «Лучшая телятница области».
Указом Президиума Верховного Совета СССР от 22 марта 1966 года за достигнутые успехи в развитии животноводства, увеличении производства и заготовок мяса удостоена звания Героя Социалистического Труда с вручением ордена Ленина и золотой медали «Серп и Молот».
Скончалась 4 февраля 2006 года в Петропавловске. Похоронена на Новом православном кладбище в пос.Рабочий.